# Maliattha basalis
Maliattha basalis är en fjärilsart som beskrevs av Moore 1882. Maliattha basalis ingår i släktet Maliattha och familjen nattflyn. Inga underarter finns listade i Catalogue of Life.